# Carme Bau Bonaplata
Carme Bau i Bonaplata, coneguda també com a Carmelita (Barcelona, 2 de març de 1889 - Barcelona, 10 de gener de 1972), fou una soprano catalana.
Fou filla de la soprano Carme Bonaplata i del mestre de piano Llorenç Bau i Andreu. Va cursar els estudis a Barcelona i a Milà, ciutat en què debutà el 1910 a Mefistofele de Boito.
Va desenvolupar una important carrera en sarsueles i òperes espanyoles. Va debutar al Liceu el 29 de novembre de 1927 fent La Bohème, de Puccini, contractada pel teatre després d'un període d'inactivitat professional en el món de l'òpera. El 8 de febrer de 1928 va participar, fent el paper principal, en l'estrena de l'òpera La princesa Margarida, de Jaume Pahissa. La temporada 1931-1932 va actuar al Liceu en una sèrie d'obres molt considerable, interpretant en totes els papers protagonistes. La primera va ser l'òpera Tosca, de Puccini, el 6 de desembre de 1931; el dia 8 del mateix mes va fer La Bohème, del mateix compositor; el dia 26 l'òpera La Dolores, de Bretón; el 6 de gener de 1932 el Faust, de Gounod; el 23 de gener Lohengrin, de Wagner; l'1 de febrer La traviata, de Verdi.
Va desenvolupar una carrera internacional i va actuar en escenaris europeus com Lisboa, Roma, Palerm i Gènova o de l'Amèrica Llatina, com l'Havana i el Teatro Colón de Buenos Aires. Carme Bau tenia una veu potent i un registre molt ampli. Per això podia ficar-se en la pell de personatges molt diversos. Dins dels seu repertori es troben algunes de les òperes de compositors italians més destacades, com ara Madama Butterfly, La traviata, Otello, La bohème i Tosca, però també hi figuren obres de Wagner, com Die Walküre o Lohengrin i repertori francès, com per exemple Manon i Faust.
Quan el 1933 es va programar la reposició de l'òpera d'Enric Granados María del Carmen, ella va ser una de les cantants que hi va participar. Carme Bau va treballar sota la batuta de directors de la talla d'Arturo Toscanini i va compartir cartell amb algunes de les grans figures de l'òpera.